# رود پووانکا
پووانکا (لهستانی: Płonka) رودی در مرکز کشور لهستان است که از شاخه‌های رود وکرا به حساب می‌آید و ۴۶٫۲ کیلومتر طول دارد.